# Gliese 528
Gliese 528 is een tweevoudige ster met een spectraalklasse van K4.V en K6.V. De ster bevindt zich 43,73 lichtjaar van de zon.